# Santa Martha Corozal
Santa Martha Corozal är en ort i Mexiko.   Den ligger i kommunen Ocosingo och delstaten Chiapas, i den sydöstra delen av landet, 900 km öster om huvudstaden Mexico City. Santa Martha Corozal ligger 405 meter över havet och antalet invånare är 292.
Terrängen runt Santa Martha Corozal är varierad. Santa Martha Corozal ligger nere i en dal. Runt Santa Martha Corozal är det glesbefolkat, med 16 invånare per kvadratkilometer. Närmaste större samhälle är San Bartolo, 6,2 km sydost om Santa Martha Corozal. I omgivningarna runt Santa Martha Corozal växer i huvudsak städsegrön lövskog.